# Roslingkvast
Roslingkvast (Exobasidium karstenii) är en svampart som beskrevs av Sacc. & Trotter 1912. Roslingkvast ingår i släktet Exobasidium och familjen Exobasidiaceae.  Arten är reproducerande i Sverige. Inga underarter finns listade i Catalogue of Life.

## Bildgalleri

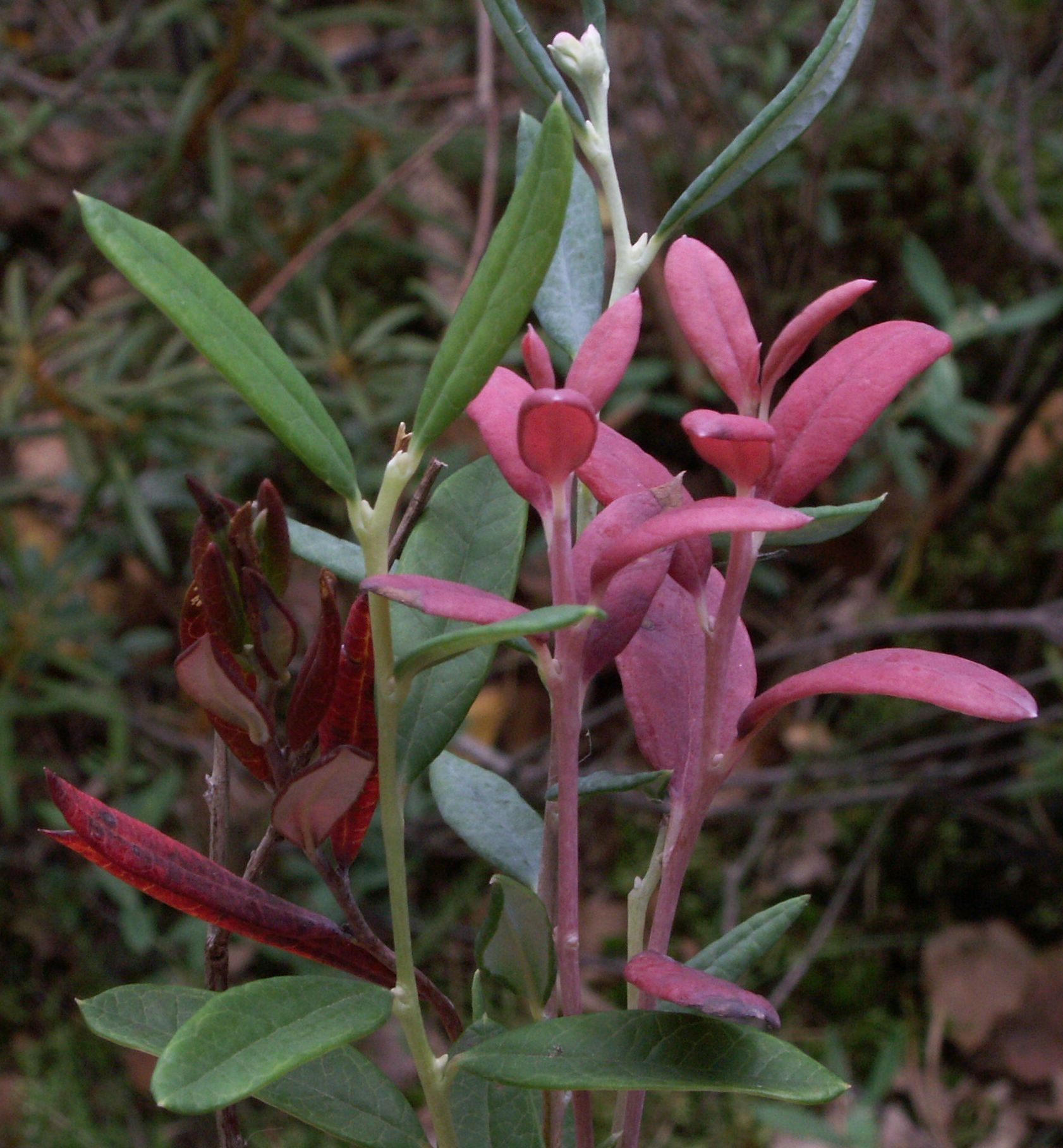